# Мархем – Джебель-Алі
Мархем — Джебель-Алі — газопровідна система, яка сполучає родовище Мархем із газопереробним заводом Джебель-Алі (емірат Дубай).
Видобуток з газоконденсатного родовища Мархем почався ще у 1984-му, проте перші кілька років отриманий після вилучення конденсату газ закачували назад у пласт (сайклінг-процес). Нарешті, в 1989-му проклали трубопровід діаметром 400 мм до газопереробного заводу Джебель-Алі, який мав пропускну здатність у 4,2 млн м3 на добу. А в 1992-му ввели другу нитку системи діаметром 600 мм (за іншими даними — 500 мм), через яку могло транспортуватись вдвічі більше ресурсу — 8,5 млн м3 на добу. При цьому варто відзначити, що довжина цих трубопроводів зазначається у джерелах з великою розбіжністю — 45 км, 60 км, 75 км (відстань по прямій між родовищем та ГПЗ становить 50 км).
Станом на 2002 рік фактичний видобуток блакитного палива на Мархемі знизився до 6,5 млн м3 на добу, проте вже у 2004-му він знов майже досяг максимальної пропускної здатності газопровода — 11,7 млн м3 на добу. Цьому сприяло швидке введення в розробку родовищ Хубай (його з'єднали з Мархемом трубопроводом довжиною 20 км) та Південно-Західний Мархем. Втім, станом на 2012-й рік видобуток на Мархемі знов скоротився та становив близько 4 млн м3 на добу.
Враховуючи наявність на Мархемі компресорних потужностей для закачування газу у пласт, з 2008-го це родовище також почали періодично використовувати як підземне сховище. Оскільки з 2010 року в порту Джебель-Алі працював плавучий термінал для імпорту зрідженого природного газу, наявність сховища дозволяла придбавати додаткові партії ЗПГ під час сприятливої цінової ситуації на спотовому ринку. Доправлення такого ресурсу до сховища відбувається за допомогою реверсування наявного газопроводу.